# Iron Man: The Best of Black Sabbath
Iron Man: The Best of Black Sabbath — альбом-компиляция группы Black Sabbath, выпущенный компанией Sanctuary Records и Universal Music TV в 2012 году.

## Об альбоме
На диске представлены только те песни, участие в создании которых принимал Оззи Осборн. Представлен материал, охватывающий деятельность группы с дебютного альбома 1970 года до 1973 года (альбом Sabbath Bloody Sabbath), также представлена одна песня из последнего с Оззи диска Never Say Die!. На диске не представлены песни с альбомов Technical Ecstasy и Sabotage, хотя упоминание об альбомах есть на буклете к диску.
Диск выпущен компанией Universal Music Group и из-за лицензионных ограничений вышел только в Европе и Австралии (в США права на издание дисков Black Sabbath принадлежат Warner Bros./Rhino). Для сборника взяты композиции, которые прошли ремастеринг при подготовке к выпуску в 2009 году переизданных дисков Black Sabbath серии Universal Deluxe Edition. Фактически он является копией диска Greatest Hits. Оформление диска выдержано в стиле диска 1971 года Master of Reality.
Диск выпущен в честь воссоединения группы в 2011 году. Одновременно с его выпуском прекращены продажи диска 2009 года Greatest Hits.

## Список композиций
1. "Paranoid" (с альбома Paranoid) – 2:48
2. "Iron Man" (с альбома Paranoid) – 5:55
3. "Changes" (с альбома Black Sabbath, Vol. 4) – 4:43
4. "Fairies Wear Boots" (с альбома Paranoid) - 6:13
5. "War Pigs" (с альбома Paranoid) – 7:54
6. "Never Say Die" (с альбома Never Say Die!) – 3:48
7. "Children of the Grave" (с альбома Master of Reality) – 5:15
8. "The Wizard" (с альбома Black Sabbath) – 4:20
9. "Snowblind" (с альбома Black Sabbath, Vol. 4) – 5:27
10. "Sweet Leaf" (с альбома Master of Reality) – 5:03
11. "Evil Woman" (с альбома Black Sabbath) - 3:22
12. "Sabbath Bloody Sabbath" (с альбома Sabbath Bloody Sabbath) – 5:42
13. "Black Sabbath" (с альбома Black Sabbath) – 6:16
14. "N.I.B." (с альбома Black Sabbath) – 5:22

## Участники записи

### Члены группы
- Оззи Осборн — вокал
- Тони Айомми — гитара
- Гизер Батлер — бас
- Билл Уорд — ударные

### Технический состав
- Хью Гилмор — художник